# Zernien
Zernien ist eine Gemeinde im Landkreis Lüchow-Dannenberg in Niedersachsen.

## Geografie

### Geografische Lage
Zernien liegt zwischen Berlin (200 km) und Hamburg (100 km) im Naturpark Wendland.Elbe (siehe auch: Drawehn) und ist Teil der Samtgemeinde Elbtalaue. Die höchste Erhebung in der Gemeinde (und im ganzen Drawehn sowie im Landkreis) ist der Hohe Mechtin mit 142 m etwa drei Kilometer südöstlich des Gemeindezentrums.

### Nachbargemeinden
Zernien grenzt an die Gemeinden Waddeweitz im Süden, Küsten im Südsüdosten, Jameln im Südosten, Karwitz im Osten und Göhrde im Nordosten sowie im Norden an das gemeindefreie Gebiet Göhrde des gleichen Landkreises. Im Westen grenzt Zernien an den Landkreis Uelzen.

### Gemeindegliederung
Die Gemeinde Zernien besteht seit der Gemeindegebietsreform von 1972 aus den nachfolgend aufgelisteten achtzehn Ortsteilen. Zusätzlich existiert der Wohnplatz Neu-Bellahn.
- Bellahn
- Braasche
- Breese an der Göhrde
- Fließau
- Glieneitz
- Gülden
- Keddien
- Klöterhörn
- Middefeitz
- Mützingen
- Prepow
- Reddien
- Redemoißel
- Riebrau
- Sellien
- Spranz
- Timmeitz
- Zernien

Vor 1972 gehörten Bellahn, Neu-Bellahn, Keddien und Spranz zur Gemeinde Fließau und Klöterhörn zu Breese an der Göhrde. Die Gemeinde Reddien mit dem Ortsteil Glieneitz wurde 1972 aus dem Landkreis Uelzen in den Landkreis Lüchow-Dannenberg eingegliedert.

## Geschichte

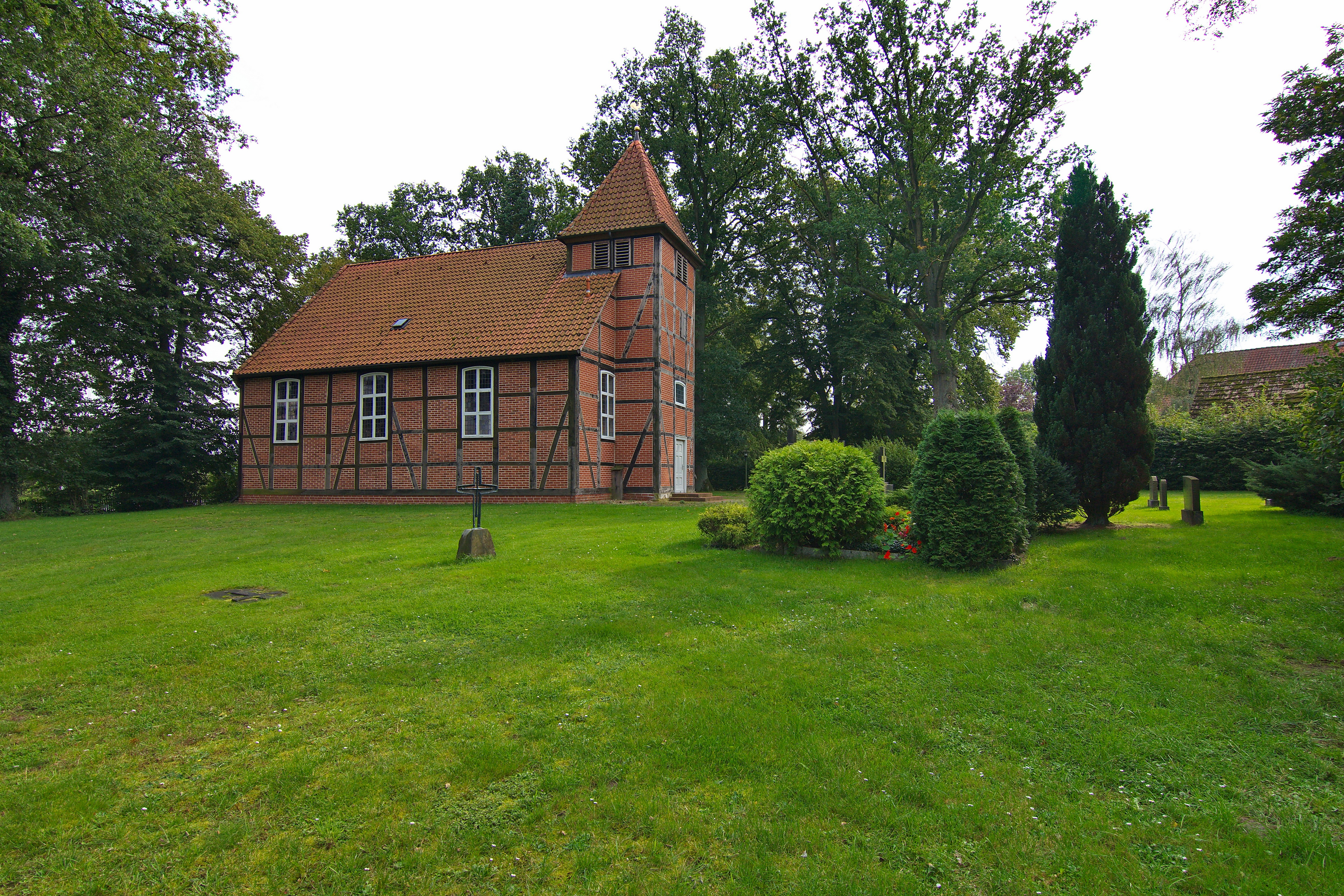
Fachwerkkirche zu Riebrau

Im Lüneburger Lehnsregister wurde der Ort im Jahr 1360 erstmals unter dem Namen Schernyn urkundlich erwähnt.
Im Jahr 1534 wurde die Kirche in Riebrau das erste Mal schriftlich erwähnt. Die Bewohner des Dorfes waren aus dem fürstlichen Jagdgebiet Göhrde zwangsweise umgesiedelt worden. Zuerst war die Kapelle aus dem untergegangenen Dorf Lutze wiederaufgebaut worden. 1655 wurde die während des Dreißigjährigen Krieges abgebrannte Kirche mit einem neuen Pfarrhaus wieder aufgebaut. Das heutige Pfarrhaus wurde 1734 gebaut und ist das älteste Vierständerhaus im Landkreis Lüchow-Dannenberg. Im Jahr 1763 wurde die bereits dritte Kirche in Riebrau errichtet.
Für Gülden wird 1534 eine Kapelle erwähnt. Seitdem ist die Kirche mit der Pfarrstelle in Riebrau durchgehend gemeinsam besetzt.
Bis in die 1920er Jahre bestand Zernien aus lediglich drei Hofstellen (an der heutigen Bundesstraße gelegen). Die zentralen Dörfer des Westteils des ehemaligen Kreises Dannenberg waren die Orte Gülden (zwei Kilometer südlich) und in begrenztem Umfang Riebrau (zwei Kilometer nördlich). Das ist unter anderem daran zu erkennen, dass sich noch heute viele Einrichtungen in den beiden genannten heutigen Ortsteilen Zerniens befinden (Kirchen in Gülden und Riebrau; Schützenverein und Freiwillige Feuerwehr in Gülden).
Mit der Eröffnung der Bahnstrecke Uelzen–Dannenberg im Jahr 1924 änderte sich das, da ca. 500 Meter nördlich der drei Höfe ein Bahnhof errichtet wurde, um die umliegenden Dörfer zu bedienen.
In der Folgezeit siedelten sich daraufhin mehrere holzverarbeitende Betriebe an. Aus diesem Grund verfügt die Ortschaft, im Gegensatz zu allen anderen Orten des Landkreises (mit der Ausnahme Neu Tramms), fast ausschließlich über Architektur aus den Jahren nach 1924. Heute wohnen in der Ortschaft Zernien, deren Weichbild sich bis auf das Gebiet der Gemarkung Braasche erstreckt, knapp 50 % der Gemeindebevölkerung.

### Religionen
Die evangelisch-lutherische Kirchengemeinde Zernien gehört zum Kirchenkreis Lüchow-Dannenberg der Evangelisch-lutherischen Landeskirche Hannovers und hat in Riebrau und Gülden eine Kirche. Die Kirchengemeinde hat eine gemeinsame Pfarrstelle mit Breselenz.

### Eingemeindungen
Am 1. Juli 1972 wurden die Gemeinden Braasche, Breese an der Göhrde, Fließau, Gülden, Middefeitz, Mützingen, Prepow, Reddien (bis dahin im Landkreis Uelzen), Redemoißel, Riebrau, Sellien und Timmeitz eingegliedert.

## Politik
Die Gemeinde Zernien gehört zum Landtagswahlkreis 48 Elbe und zum Bundestagswahlkreis 38 Lüchow-Dannenberg – Lüneburg.

### Gemeinderat
Der Rat der Gemeinde Zernien setzt sich aus elf Mitgliedern zusammen. Die Ratsmitglieder werden durch eine Kommunalwahl für jeweils fünf Jahre gewählt.

Bei der Kommunalwahl 2021 ergab sich folgende Sitzverteilung:
| Gemeinderat 2021Insgesamt 11 Sitze - SPD: 1 - SOLi: 1 - BL: 2 - UWG: 3 - CDU: 4 |

Vorherige Sitzverteilungen:
| Wahljahr                                                                                | SPD | CDU | BL | GLW | Gesamt   |
| --------------------------------------------------------------------------------------- | --- | --- | -- | --- | -------- |
| 2006                                                                                    | 5   | 4   | 1  | 1   | 11 Sitze |
| __________________________ BL: Bürgerliste Lüchow-Dannenberg; GLW: Grüne Liste Wendland |     |     |    |     |          |

### Bürgermeister
Der Bürgermeister der Gemeinde Zernien ist seit 2021 Karsten Schulz von der CDU (gewählt am 9. November 2021).

## Kultur und Sehenswürdigkeiten
In der Liste der Baudenkmale in Zernien stehen die Baudenkmale der Gemeinde. In der Liste der Bodendenkmale in Zernien finden sich die Bodendenkmale.

### Kirchen
Die Kirche zu Riebrau aus dem Jahr 1763 ist eine Fachwerkkirche im barocken Stil mit einem gedrungenen Turm. Im Inneren der Kirche zeigt sich die würdige und eindrucksvolle Gestaltung: Die Holzdecke, in der Mitte mit flacher Tonne, wird von sechs Säulen getragen. Der barocke Kanzelaltar ist seit 1961 getrennt. Im Altaraufsatz sind Johannes und Maria unter dem Kreuz zu sehen. Die Grabsteine des Bauleiters Heinrich Isenbart und seiner Frau befinden sich an der Außenwand des Chores. Die Kirche wurde bis 2001 innen und außen gründlich renoviert, wobei der ursprüngliche Zustand weitgehend wiederhergestellt wurde.
Die Fachwerkkirche in Gülden ist 1786 innerhalb eines Jahres erbaut worden. Der Kanzelaltar ist noch aus der Bauzeit. Die Kirche ist im Innenraum schlicht gestaltet.

### Sport
In Zernien befindet sich ein 18-Loch-Golfplatz (Braasche), ein beheiztes Waldschwimmbad und zwei Tennisplätze. Der Sportverein SV Zernien hat insgesamt fünf Abteilungen.
In Gülden befinden sich zwei Reiterhöfe. Der Ferienreithof Güldenhof veranstaltet jährlich um Pfingsten herum die Güldenhof-Distanz, eine etablierte Veranstaltung im Distanzreitsport. Es werden Rittlängen von 29–111 km sowie ein Mehrtagesritt angeboten. Die Strecke verläuft auf mehreren Runden durch den Naturpark Wendland.Elbe und durch den Staatsforst Göhrde.
In Zernien ist das Rotary-Motorsport-Team beheimatet. Es betreibt Motorsport, unter anderem mit Wankelmotoren.
Auf der Sportanlage des SV Zernien findet alljährlich am ersten Juliwochenende über zwei Tage das Kleinfeldturnier Zernien als Hobbyfußballturnier statt, das auf runden Feldern ausgetragen wird. Seit der Erstaustragung im Jahr 2011 nahm das Teilnehmerfeld stetig zu und umfasst 96 Mannschaften. Zum Turnier gehören das Bumper-Ball-Turnier und das klassische Kleinfeldturnier. Es gilt als größtes Hobbyfußballturnier Deutschlands. Zum Fußballturnier kam im Jahr 2019 das KFT Festival hinzu, bei dem u. a. die Ballermann-Sängerin Mia Julia Brückner auftrat. Das Festival hatte ca. 1500 Besucher.

## Wirtschaft und Infrastruktur

### Einzelhandel und produzierendes Gewerbe
In Zernien befinden sich mehrere Geschäfte zur Deckung des täglichen Bedarfes. In den Ortsteilen Gülden und Fließau existieren zwei Brennereigenossenschaften. Die Gemeinde verfügt über mehrere Handwerksbetriebe sowie über Einrichtungen des holzverarbeitenden Gewerbes.
Im Ortsteil Gülden ist die Firma Winterhoff Maschinenbau ansässig. Mit ca. 60 Arbeitsplätzen ist sie in dieser Region ein wichtiger Wirtschaftsfaktor. Der Schwerpunkt des Unternehmens ist im Bereich Lohnfräsarbeiten und CNC-Zerspanung angesiedelt.

### Dienstleistungen
Für die Gemeinde ist der Tourismus ein wichtiger Erwerbszweig. Über Betriebe des Beherbergungsgewerbes (vor allem Ferienwohnungen) hinaus gibt es weitere Einrichtungen der touristischen Infrastruktur. In Zernien gibt es eine Arzt- und eine Zahnarztpraxis.

### Straßenverkehr
Die B 191 Uelzen–Dannenberg führt durch die Gemeinde und den Hauptort selbst und bietet deshalb eine gute Verkehrsanbindung an die Stadt Dannenberg sowie an das Mittelzentrum Uelzen.

### Schienenverkehr
Die durch den Ort führende Bahnstrecke Uelzen–Dannenberg ist stillgelegt, der Bahnhof Zernien privatisiert. Auf den Gleisen in der Umgebung des Bahnhofs findet Draisinen-Verkehr statt.

### Medien
In Zernien befindet sich der 1953 gebaute, 258 Meter hohe Turm des Senders Dannenberg (NDR). Er war einer der letzten Sender in Niedersachsen, der noch analoges Fernsehen ausstrahlte. Erst im März 2007 wurde auf DVB-T umgestellt.
Rund 1200 Meter östlich des Ortsteiles Prepow steht auf dem Pampower Berg (140 m ü. NN) ein von der Deutschen Bundespost gebauter Fernmeldeturm. Das intern Funkübertragungsstelle Zernien 1 genannte Bauwerk ist 108 m hoch und war während der Teilung Deutschlands Teil der Richtfunkverbindungen nach West-Berlin.

### Bildung
Im Ort gibt es eine Grundschule und eine Kindertagesstätte.